# Glista psia
Glista psia (Toxocara canis) – gatunek nicienia bytujący w organizmie psa i innych psowatych (Canidae).

## Cykl rozwojowy
Cykl rozwojowy zbliżony do glisty ludzkiej przebiega u żywicieli specyficznych. Człowiek jest tylko przypadkowym żywicielem. Najczęściej zarażane są młode psy (do 5 tyg.) – pasożyt pokonuje w ich organizmie całą drogę rozwoju (jelito cienkie – żyła wrotna – wątroba – prawa część serca – tętnica płucna – płuca – pęcherzyki płucne – oskrzela – tchawica – gardło – przełyk – żołądek – jelito cienkie). U dorosłych psów zarażenie przebiega nieco inaczej – larwa stadium L2 wraz z prądem krwi dużego obiegu trafia do różnych narządów, gdzie ulega otorbieniu. W przypadku ciężarnej suki larwy podejmują ponowną wędrówkę, by trafić do łożyska. Następuje wtedy śródmaciczne zarażenie szczeniąt. Larwy mogą przedostawać się także do gruczołów mlekowych karmiącej suki – zarażenie laktogenne.
Jaja występują w glebie oraz osadach ściekowych. Jeśli przedostaną się do organizmu człowieka, wówczas wylęgają się larwy i przenikają przez ściany układu pokarmowego. Organizm człowieka nie jest sprzyjający.
Kumulują się w wątrobie, powodują zapalenia. Gatunek kosmopolityczny. Nie osiąga w organizmie człowieka dojrzałości. Zarażeniu ulegają najczęściej dzieci.

## Wygląd
Przedni koniec ciała zaopatrzony jest w skrzydełka oskórkowe. Samiec mierzy 9-13 cm długości i 2-2,6 mm średnicy, tylny koniec ciała jest zaostrzony. Samica ma do 20 cm długości i 3 mm średnicy.

## Jaja
Jaja kuliste o grubej brązowej skorupce, na zewnątrz znajdują się oczkowate wgłębienia. Inwazyjne jajo ma wykształconą larwę stadium L2. Do zarażenie dochodzi per os jajami znajdującymi się w glebie, piasku, czy na sierści zwierząt. Człowiek zarazić się może zjadając niemyte warzywa lub owoce zanieczyszczone jajami pasożyta. Występujące głównie u dzieci zjawisko geofagii (spożywanie gleby lub piasku) znacząco przyczynia się do wzrostu ryzyka zachorowania. Masywna inwazja u szczeniąt może być przyczyną ich wyniszczenia i śmierci, dorosłe psy zakażenie przechodzą zwykle bezobjawowo.

## Toksokaroza u ludzi
Spożycie inwazyjnych jaj Toxocara canis (lub podobnego gatunku Toxocara cati – glista kocia) przez człowieka może skutkować toksokarozą. U człowieka pasożyt ten może wywołać objawy "larwy trzewnej wędrującej", związane z bytowaniem otorbionych larw L2 w obrębie wątroby czy śledziony. Objawami są głównie powiększenie wątroby (hepatomegalia) i śledziony (splenomegalia) oraz nieprawidłowy obraz krwi (leukocytoza, eozynofilia, hipergammaglobulinemia). Obserwuje się także ziarniaki eozynofilowe, a na obrazach RTG i KT tzw. guzki robacze (otorbione larwy pasożyta). Spotykana jest także postać oczna, kiedy larwa L2 trafia do gałki ocznej – rozpoznanie stawiane jest głównie przez okulistę na podstawie stwierdzenia w gałce ocznej robakowatej, ruchliwej larwy. Możliwa jest także toksokaroza mózgowa, kiedy larwa trafia do mózgowia. Objawy zależą od zaatakowanego obszaru. Znane są także przypadki toksokarozy bezobjawowej.
Diagnostyka u ludzi opiera się na określaniu miana swoistych przeciwciał wydalniczo-wydzielniczych larw testami ELISA.